# کودو سوکه‌تسوگو
کودو سوکه‌تسوگو (به ژاپنی: 工藤祐継 Kudō Suketsugu)؛ ۱۱۲۰ – ۱۱۶۲) یک سامورایی و پدر کودو سوکه‌تسونه اهل ژاپن بود. کودو سوکه‌تسوگو در سال ۱۱۲۰، به عنوان پسر کودو سوکه‌تاکا و همسر دومش به دنیا آمد. همچنین گفته می‌شود که او پسر خوانده کودو سوکه‌تاکا بوده است. تقسیم قلمرو کودو سوکه‌تاکا، بین پسر یا طبق برخی منابع پسرخوانده اش (کودو سوکه‌تسوگو) و نوه‌اش (ایتو سوکه‌چیکا) منجر به زنجیره‌ای از انتقام می‌شود که معروف‌ترین آن انتقام برادران سوگا است.
کودو سوکه‌تاکا پسر ارشد که به طور سنتی باید وارث اصلی قلمرو می‌شد را نداشت، زیرا پسر ارشد و وارث او، ایتو سوکه‌ایه (پدر ایتو سوکه‌چیکا)، پیش از او مرده بود، بنابر این او پسر دوم خود (و یا پسری را از ازدواج قبلی همسر دومش را که به فرزندخواندگی پذیرفته بود)، کودو سوکه‌تسوگو را وارث خود قرار داد.
اگرچه انتظار نمی‌رفت که او وارث خانواده اش شود، پس از مرگ برادر بزرگترش ایتو سوکه‌ایه، سوکه‌تسوگو وارث خانواده شد. سوکه‌تسوگو در سال ۱۱۶۲ در سن ۴۲ سالگی درگذشت. در زمان مرگ او، پسرش سوکه‌تسونه هشت ساله بود.
به گفته آزوما کاگامی، ایتو سوکه‌چیکا زمانی که سوکه‌تسوگو در حال مرگ بود به او قول داده بود قیمومت پسرش، کودو سوکه‌تسونه را برعهده بگیرد و پس از انجام گنبوکو (مراسم بلوغ) مانگو گوزن، دخترش را به ازدواج اود دربیاورد. با این حال، ایتو سوکه‌چیکا از تقسیم ارث سوکه‌تسوگو راضی نبود و نپذیرفت که سوکه‌تسونه، که در اصل و نسب نسبت خونی با سوکه‌تسوگو نداشت و فرزند همسر او از ازدواج قبلی بود، قلمرو او را ارث ببرد بنابر این برخلاف قولی که داده بود در نهایت به قلمرو سوکه‌تسونه حمله کرد. به گفته سوگا مونوگاتاری،